# Flatskål
Flatskål (Peziza repanda) är en svampart som beskrevs av Pers. 1808. Flatskål ingår i släktet Peziza och familjen Pezizaceae.  Arten är reproducerande i Sverige. Inga underarter finns listade i Catalogue of Life.

## Källor

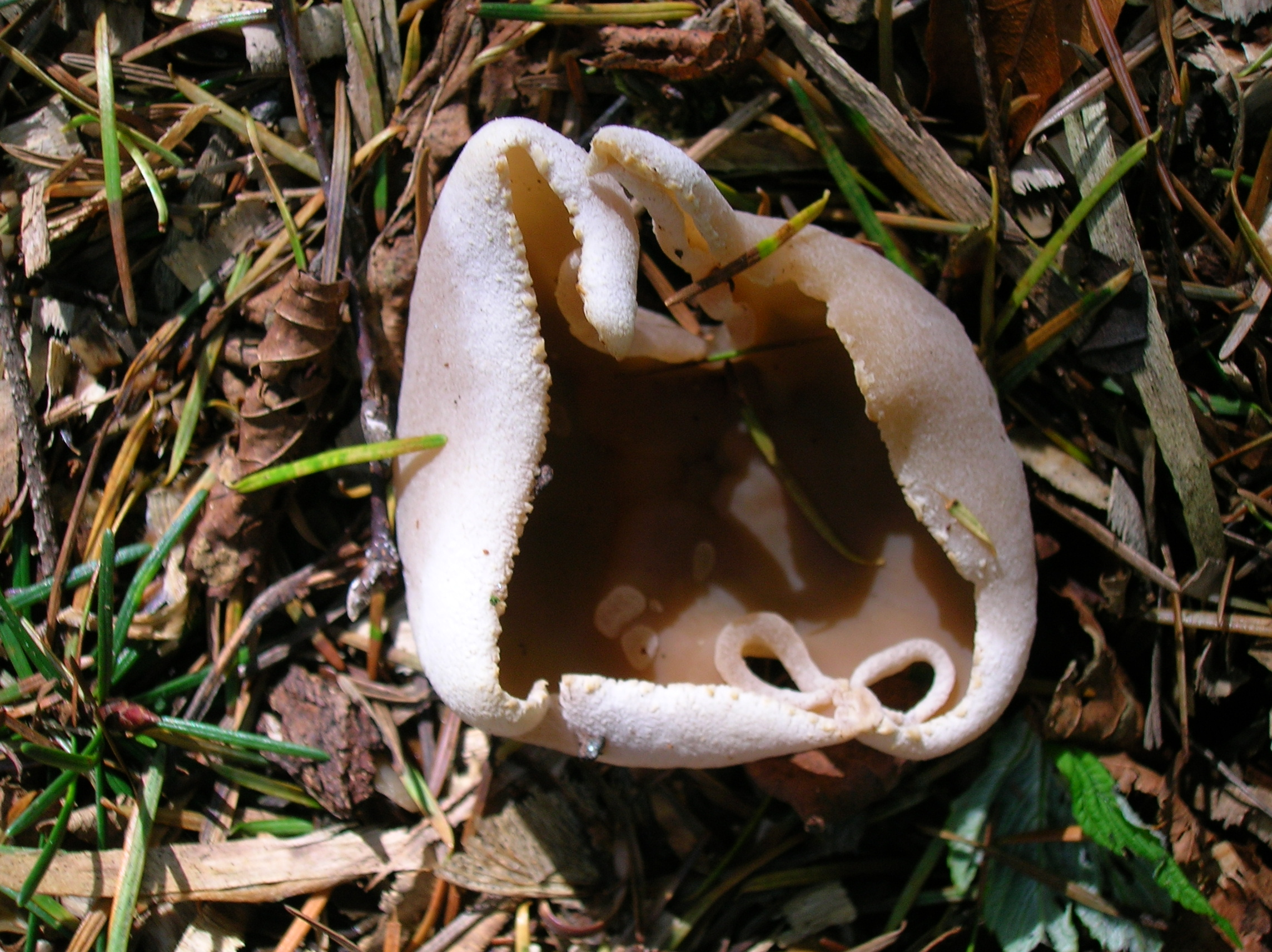